# Привид
При́вид — дещо, що привиділось, ілюзія або плід фантазії. У фольклорі, фентезі та жахах привид — душа людини, що з якоїсь причини не пішла у потойбічний світ, наприклад, через прокляття або невиконані за життя справи. З привидами пов'язано багато забобонів.

## Привиди у фольклорі та міфах
За повір'ями численних народів, після смерті людини лишається існувати її нематеріальна частина, душа. Прояв цієї душі в світі живих зветься привидом і виникає в разі неприродної смерті, порушення правил поховання чи чиїхось вчинків, які не пускають душу у світ мертвих. У багатьох культурах існувала та існує віра в необхідність задобрювання мерців, щоб вони не турбували живих, але разом з тим і в можливість спілкуватися з ними.
Так, у давньогрецькій міфології померлі, що живуть в Аїді, уявлялися як напівпрозорі тіні, що можуть повідати про різні таємні знання. Ця віра отримала розвиток в спіритизмі, де душі мертвих можна викликати спеціальним ритуалом, щоб дізнатись приховане.
Привиди можуть з'являтися як одноосібно, так і групами. Наприклад, група привидів несправедливо вбитих людей. Часом привиди охороняють скарби чи з'являються в строго визначений час. Так, у німецькому фольклорі існує «дике полювання» — зграя примарних собак, які викрадають подорожніх. У Шотландії відоме схоже вірування в «набіг фейрі» або ж «дикий гін», коли привиди опівночі проносяться небом, шукаючи заблукалих. На заході Європи також згадувалися «стежки примар», якими привиди та феї ходять між різними місцями.
Привид може мати вигляд не лише людини, а й тварини, як чорні примарні собаки баргести в англійському фольклорі, або предмета, як поїзд-привид.
Класичний образ привида — це біла, нечітка, напівпрозора форма тіла людини, тварини чи предмета. Популярний образ привида, загорненого в похоронний саван або одяг, у якому людину було поховано. Зустрічаються також описи темних привидів, схожих на тінь. Різновидом привида є двійник (допельгангер) — образ ще живої людини, поява якого означає наближення смерті. Загалом виокремлюються привиди, поява яких одноразова, прив'язані до певного місця або предмета (дзеркало і Кривава Мері), блукаючі і привиди-вісники, котрі з'являються щоб повідомити якусь інформацію або попередити про прийдешнє лихо.
Згадки про привидів поширені в дитячому фольклорі, де вони можуть бути не конкретизовані, а виступати як «голос», «криваві пальці», «біле око». Такі історії часто мають гумористичний або несподіваний кінець.

### Привиди в українському фольклорі
Душі померлих неприродною смертю (заложні мерці) в українському фольклорі можуть турбувати живих людей та шкодити їм. Так, покутники, небіжчики, душі яких не мають спокою через колишні гріхи, вештаються світом, доки не спокутають своїх гріхів. Невідспівані душі відвідують рідних, щоб нагадати відспівати їх. Померлі неприродною смертю можуть блукати по світу, поки не настане час, коли вони мали б померти природно. Також існували вірування, що душі заложних мерців опиняються у владі нечистої сили і та з їх допомогою шкодить людям. Слід розрізняти серед заложних мерців тих, що існують як душі, і мерців, які фізично виходять з могили для виконання незавершеної справи, через прокляття, або з метою завдати шкоди.

### Привиди у японському фольклорі
В японському фольклорі та міських легендах привиди є дуже поширеним проявом паранормального. Згідно з синтоїзмом, душі тих, хто помер своєю смертю, стають духами пращурів, а душі померлих насильницькою смертю — ворожими юрей. При цьому незалежно від статі померлого, юрей з'являється в жіночому вигляді. Особливим різновидом привидів є мононоке, втілені матеріально для завдання шкоди. Мандрівна душа також уявлялася як літаюча сфера, хітодама.
Перший спогад в літературі про мстивого юрей міститься в «Ґендзі моноґатарі». В XIV—XV ст. привиди та духи стали основними героями на сцені цього театру. У роки періоду Едо (1603—1868) привиди прижилися й на сцені театру кабукі. Найвідоміші майстри ксилографії, наприклад, Кацусіка Хокусай, присвятили цій темі свої гравюри.
Японські привиди часто не прив'язані до конкретного місця мешкання та здатні переслідувати обрану жертву повсюди. Особливо юрей полюбляють покинуті будинки, старі храми, де підстерігають перехожих. На відміну від йокаїв, як правило, простодушних та легковірних, хоча часом і шкодливих, юрей завжди лякають людей і намагаються їм нашкодити.

## В обрядовості
Месопотамська глиняна табличка, датована приблизно 1500 роком до н. е., містить малюнки та написи, що підтверджують вірування людей у злих духів і привидів. Табличка описує магічний обряд вигнання злого духа, який переслідує живих, шляхом його переселення в статуетку.
В таких країнах, як Японія, Корея, Китай, В'єтнам, Тайвань, відзначається Місяць привидів, який включає центральний День привидів, коли, як вважають, привиди вільно блукають світом живих. Згідно з китайським фольклором, у ніч із 14 на 15 серпня відкриваються двері підземного царства, випускаючи примар. Для них живі спалюють імітації грошей та інших матеріальних благ як вираз вшанування предків.
Папа Григорій I пропонував людям, які бачать привидів, служити за них меси, щоб допомогти неупокоєним душам здійснити подорож до потойбіччя.

## Привиди в містиці та паранауці

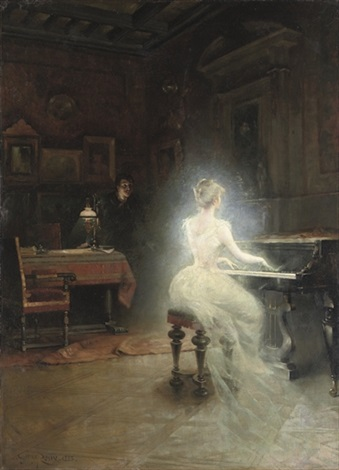
Джордж Ру, «Дух», 1885 р.

З фольклорних та міфічних уявлень про привидів походять численні містичні трактування. Так, поширеним поясненням існування привидів є те, що привиди — це душі, які покинули тіло, але не увійшли до потойбічного світу. Декотрі містики вважають, що привиди усвідомлюють свій стан, але утримуються відчуттям незавершеного обов'язку, помсти чи прив'язаності до своєї власності.
Серед медіумів вважається, що привидів померлих можна викликати при спіритичних сеансах, відповідним чином налаштувавшись на контакт. Привиди в такому разі начебто можуть взаємодіяти з матеріальним світом — рухати предмети, викликати звуки, керувати тілом медіума, або і з'являтися особисто.
Декотрі містики і представники неакадемічної науки стверджують, що вигляд і здатності привидів залежать від рівня їхньої матеріальності. Майже нематеріальні ледве здатні себе проявляти, тоді як матеріалізовані більшою мірою можуть виглядати зовсім як живі люди, чи проявляти окремі свої частини. В XIX ст. матеріалізацію духів намагалися пояснювати активністю особливої речовини, ектоплазми.
Американський фізик Дональд Карпентер припускав, що привид (і душа) є певною матеріальною субстанцією, яка після смерті людини покидає тіло. Він стверджував, що навіть вирахував масу душі, яка складала від 6 до 27 грамів. Дослідник паранормальних явищ Джон Спенсер в книзі «Енциклопедія привидів і духів» (1992) припустив, що зображення певних подій якимось чином «записуються» в тому місці, де вони відбулися, і потім «відтворюються» в певні моменти часу. Однак він не описав механізму «запису» та «відтворення».
Частина містиків переконані, що привидами є частини людського «тонкого», «астрального», «ефірного» тіла, котрі з якоїсь причини починають жити самостійно. Вони утворюють як двійників живих людей, так і їхні о́брази, що лишаються після смерті, несучи в собі відбиток прижиттєвих думок, емоцій.
Більш раціоналізована версія припускає, що привиди — це жителі паралельних світів, що з якоїсь причини стають видимими в нашому світі.
Так звані мисливці на привидів, які розшукують матеріальні свідчення їх присутності, намагаються фіксувати привидів за допомогою лічильників Гейгера, детекторів електромагнітного поля, детекторів іонів та інфрачервоних камер.

## У масовій культурі

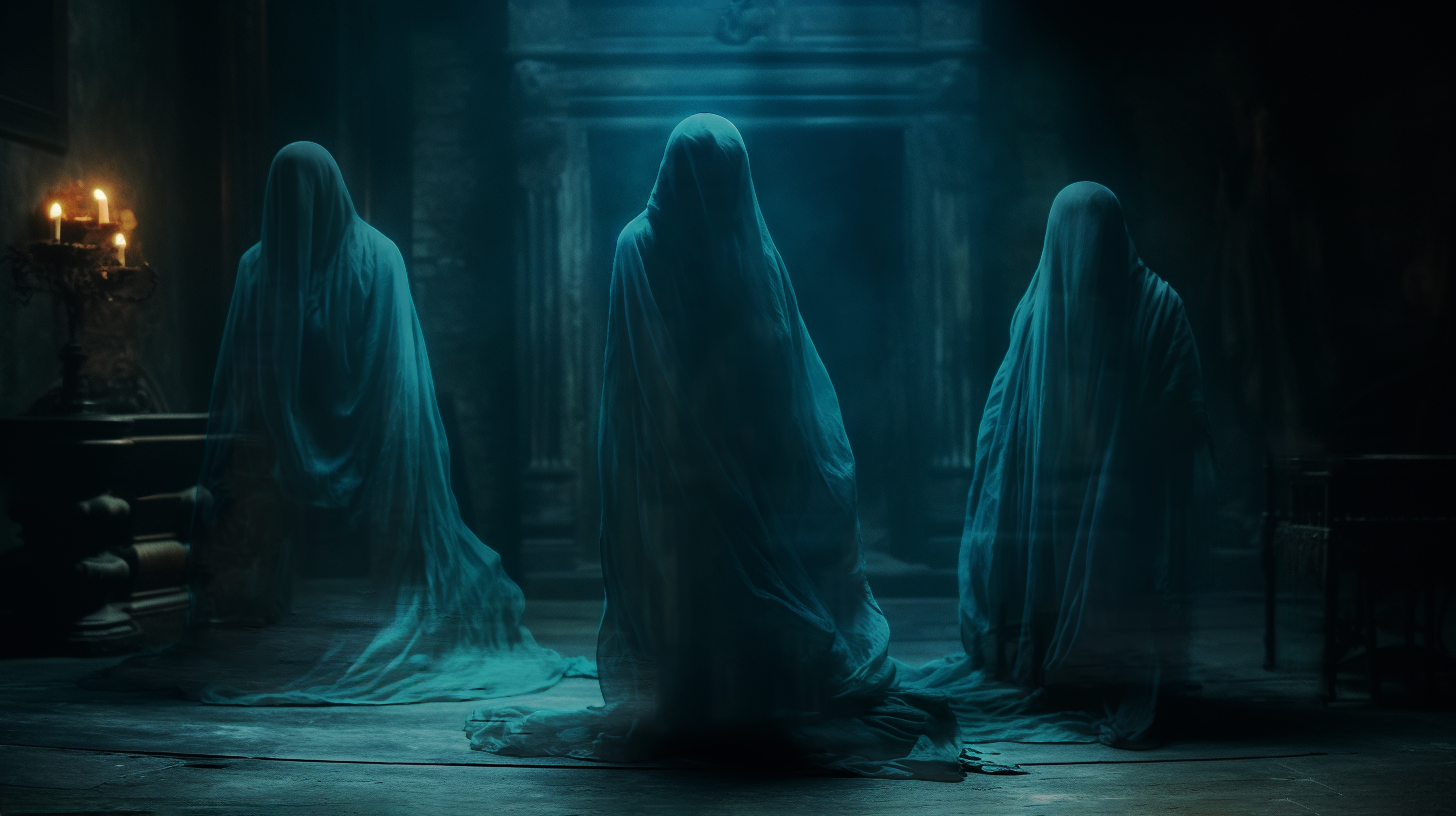
Популярний образ привидів. Зображення, згенероване ШІ

З XIX ст. привиди стали популярною темою в літературі, хоча усні «історії про привидів» відомі як здавна. Едгар Аллан По суттєво вплинув на розвиток теми будинку, населеного привидами, своїм оповіданням «Падіння дому Ашерів» (1839), хоча справжнього привида там не було). Привиди в літературі різноманітні: від привидів, які допомагають отримати моральний урок у «Різдвяній пісні» (1843) Чарльза Діккенса до привида, який сам потребує допомоги в «Кентервільському привиді» (1887) Оскара Вайлда.
Розвиток електроніки зумовив розширення уявлень про спроможності привидів. Вони отримали нові способи переслідування живих, наприклад, через відеозаписи (як у фільмі «Дзвінок»), пишучи повідомлення в соцмережах.
Привиди — поширена тема у фільмах жахів: «Легенда про пекельний дім» (1973), «Жах Амітивіля» (1979), «Сяйво» (1980), «Кендімен» (1992), «Дзвінок» (1998), «Шосте відчуття» (1999), «Прокляття» (2004), «Багряний пік» (2015). Хоча іноді їхній образ гумористичний, як у «Мисливці на привидів» (1984), «Бітлджюс» (1988), «Каспер» (1995), «Страшили» (1996).
Часто різні історичні місця описують населеними привидами, щоб привернути до них увагу туристів. Нерідко в таких місцях розігруються театралізовані дійства, що зображають появу привидів.

## Підстави віри в привидів
Віра в привидів дуже поширена. Опитування, проведене британською статистичною компанією YouGov у 2021 році показало, що в привидів вірять 41 % американців, а 20 % стверджували, що особисто їх бачили. При цьому у привидів часто вірять і ті люди, хто не вважають себе релігійними.
Віра в привидів походить перша за все з парейдолії — здатності впізнавати знайомі обриси в незнайомих об'єктах. Привидів часто бачать у потенційно небезпечних, темних місцях, де людина очікує загрози. Тому уява додає деталей, які дозволяють цю загрозу конкретизувати і зреагувати таким чином, щоб вижити. Якщо людині важко розпізнати що-небудь як знайомий об'єкт, вона ймовірніше сприйме його як привида.
Американський психолог Ток Томпсон пояснював, що привиди зазвичай пов'язуються з порушеннями моралі й етики: нерозкритими вбивствами, неналежним похованням, самогубствами, трагедіями, яким можна було запобігти. Привиди часто уявляються шукачами справедливості та висувають вимоги до окремих осіб або до суспільства в цілому. Віра в привидів підкріплює уявлення, що злі вчинки не лишаться безкарними.

## Наукові пояснення

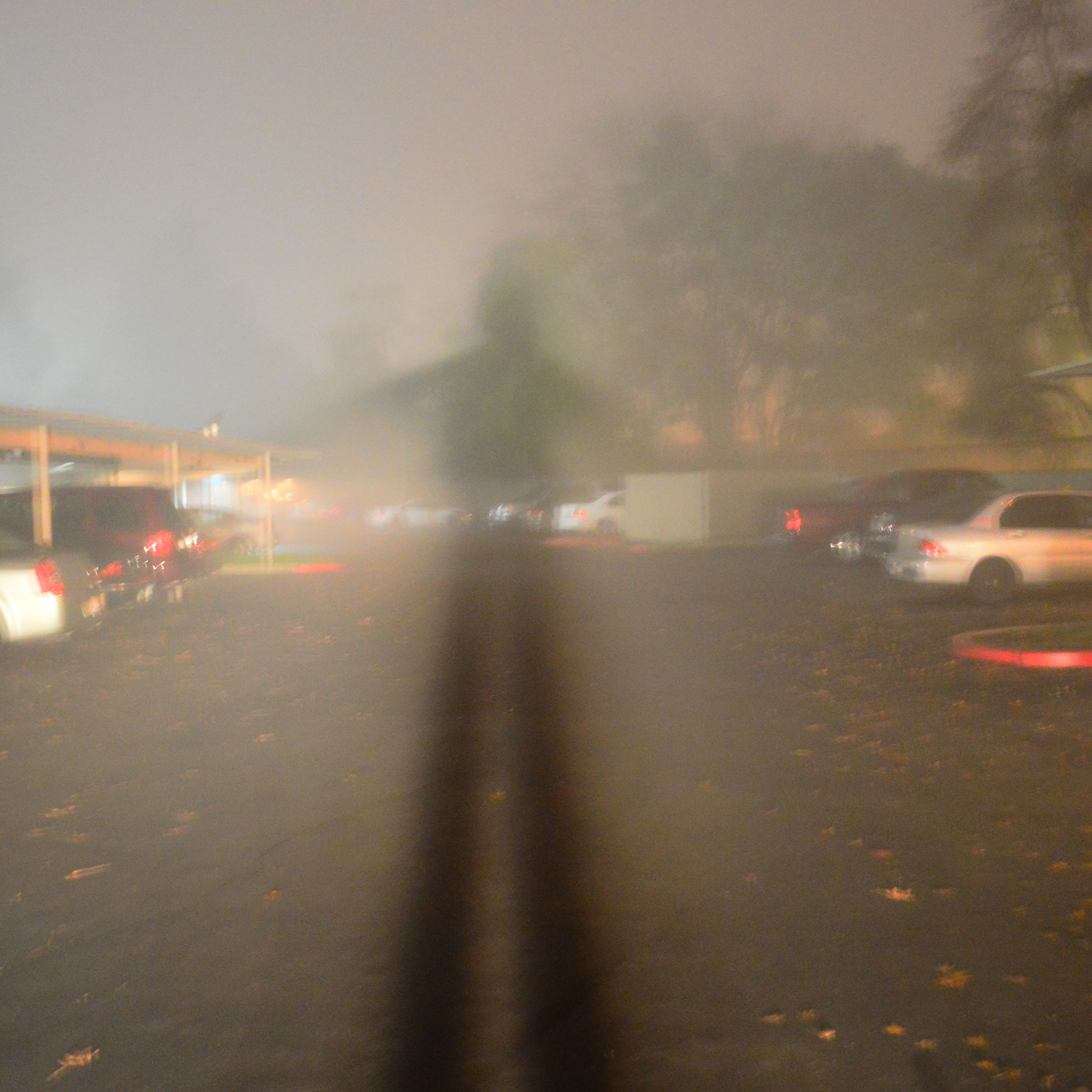
«Привид» — насправді відкинута на туман тінь

Спроби науково досліджувати привидів почалися в XIX ст. У таких університетах, як Кембридж і Оксфорд, створювалися клуби дослідників привидів, а в 1882 році заснували Товариство психічних досліджень, метою якого було шукати пояснення для паранормальних явищ.
У книзі Е. Парріша «Галюцинації та ілюзії» (1897) містилася одна з перших наукових спроб пояснити явище привидів. Там описувався випадок, де члени екіпажу судна побачили привид померлого кока, котрий ішов до них по воді. Коли привид наблизився, він несподівано перетворився на купу уламків. Парріш припустив, що спочатку хтось один, розмірковуючи про втрату кока, навіяв іншим спогади про нього. Далі ця утримувана думка спричинила масове асоціювання уламків з силуетом померлого. Як вважав Парріш, це могло послугувати поясненням того, як виникають привиди — через масові видіння, викликані навіюванням.
У книзі «Примарні образи» (1930) професор Еріх Рудольф Єнш спробував пояснити привидів стійкими (ейдетичними) зоровими образами, які накладаються на нормальний зір.
Також за привидів можуть бути сприйняті оптичні ілюзії, міражі. Таким чином привидів пояснював популяризатор науки Яків Перельман. Документально зафіксованим оптичним явищем такого роду є так званий брокенський привид. Це явище виникає, коли тінь спостерігача падає на поверхню хмар (туману). Тінь може здаватися спостерігачеві дуже великою та іноді оточеною кольоровими кільцями і рухомою через рух хмарного шару і коливання його щільності. Іншим поясненням є боковий міраж, коли нагріті скелі або стіни викликають відбиття зображення, як від дзеркала. При цьому зображення може багатократно дублюватися.
Вік Тенді в 1998 описав вплив інфразвуку на людину, за якого виникає відчуття тривоги і галюцинації. Сам дослідник відчув на собі вплив інфразвуку, що вироблявся несправним вентилятором, і висунув гіпотезу, що подібно інфразвук може породжуватися вітром в покинутих будівлях, таких як замки. Пізніше це було підтверджено дослідним шляхом.